# صادق هاشمی
صادق هاشمی ( زاده ۲۰ اسفند ۱۳۶۹ ) ورزشکار سابق تیم ملی موی تای و قهرمان چندین مسابقات بین‌المللی در کشورهای مختلف جهان ، اهل ایران است. هاشمی بعد از چندین مسابقات حرفه ای در کشور تایلند جواز حضور در تورنمنت ۸ نفره کیوان را کسب کرد و در کنار بهترین سبک‌وزن های جهان مبارزه کرد و در حال حاضر در سازمانهای کشور چین مبارزه می‌کند.

## فعالیت
- مدال نقره تورنمنت بین‌المللی روسیه ۲۰۱۶ سازمان IFMA
- مدال طلای کاپ آزاد اروپا ترکیه ۲۰۱۷ سازمان IFMA
- کمربند تورنمنت بین‌المللی آذربایجان ۲۰۱۷
- مدال طلا و کاپ فنی ترین بازیکن تورنمنت بین‌المللی ارمنستان ۲۰۱۷ سازمان WMF[۶][۷]
- قهرمانی در سازمان‌های حرفه ای تایلند Lumpinee, Super Champ , Max Muay Thai , Rajademnern
- شرکت در تورنمنت ۸ نفره سازمان K-1 ژاپن در وزن ۵۵ کیلوگرم سال ۲۰۱۹[۸][۹][۱۰][۱۱]
- قهرمانی در سازمان های چین
- قرارداد با سازمان WLF چین در سال ۲۰۲۱
- شرکت در سازمان WBA و WBC بوکس آسیا

## زندگی شخصی
وی متولد ۲۰ اسفند ۱۳۶۹ در شهرستان بوئین زهرا از استان قزوین است.صادق در خانواده ۶ نفره بزرگ شده و داری سه برادر است.